# Dagasuchus
Dagasuchus — вимерлий рід псевдозухієвих архозаврів з пізнього тріасу (карній) у Ріо-Гранді-ду-Сул, Бразилія, представлений типовим видом Dagasuchus santacruzensis. D. santacruzensis був названий у 2015 році на основі частини стегна (одна клубова кістка та пара сідничної кістки), знайденої в оголенні формації Санта-Марія в басейні Парана, поблизу міста Санта-Крус-ду-Сул. Dagasuchus є раннім членом великої еволюційної групи під назвою Loricata, яка виникла в тріасі та включає сучасних крокодилів та їхніх предків. Характеристики його стегна дуже схожі на інші ранні лорікати, такі як Stagonosuchus і Saurosuchus. Dagasuchus відомий тим, що він був першим лорікатом, знайденим у зоні скупчення Santacruzodon у формації Санта-Марія; раніше лорикани були відомі лише зі старішої зони скупчення Dinodontosaurus та молодшої зони скупчення Hyperodapedon у складі формації Санта-Марія, що означає, що Dagasuchus заповнює прогалину в летописі скам’янілостей групи.